# Liste der Kulturdenkmäler in Wesertal
Die Liste der Kulturdenkmäler in Wesertal ist aufgrund ihrer Größe nach Ortsteilen aufgeteilt:
- Arenborn
- Gewissenruh
- Gieselwerder
- Gottstreu
- Heisebeck
- Lippoldsberg
- Oedelsheim
- Vernawahlshausen